# Озеро Чокрак
«О́зеро Чокра́к» (укр. «Озеро Чокрак», крымскотат. «Çoqraq gölü», «Чокъракъ голю») — гидрологический заказник местного значения, расположенный на месте озёрной котловины одноименного озера на севере Керченского полуострова, на территории Ленинского района. Площадь — 1 015,32 га.

## История
Создан согласно Постановлению Верховной Рады Автономной Республики Крыма № 643-6/11 О расширении и упорядочении сети территорий и объектов природно-заповедного фонда местного значения в Автономной Республике Крым от 21 декабря 2011 года. Согласно распоряжению Совета министров Автономной Республики Крым от 11 сентября 2012 года № 657-р О предоставлении разрешения на разработку проектов землеустройства по организации и установлению границ территорий природно-заповедного фонда местного значения были осуществлены проекты землеустройства по организации и установлению границ территорий природно-заповедного фонда местного значения (без изъятия земель) для заказника «Озеро Чокрак», а также для ещё 5 природоохранных объектов.
В Распоряжении Совета министров Республики Крым от 27.03.2018 № 253-р «О внесении изменений в распоряжение Совета министров Республики Крым от 5 февраля 2015 года N 69-р» площадь парка указана 1 015,32 га, большей чем при создании объекта на 15,32 га.

## Описание
Заказник «Озеро Чокрак» занимает одноимённое озеро с водосборным бассейном на территории Багеровского и Войковского сельских поселений за границами населённых пунктов. Озеро с прилегающей территорией является комплексом ценных лечебных грязей озера и прибрежных территорий, используемых в рекреационных и лечебных целях. Имеет индивидуальную по богатству и разнообразию биоту, живописные и оригинальные ландшафты.
Ближайший населённый пункт — село Курортное, город — Керчь.

## Природа
В окрестностях озера произрастают 5 видов растений, занесенных в Красную книгу Украины. В пределах озера сформировались своеобразные экосистемы, обусловленные высокой минерализацией вод.

## Геология
На восточном берегу озера находится стратотип (эталонный разрез) чокракского региоряуса неогеновой системы Восточного Паратетиса. Стратотип описан в 1884 году русским геологом Андрусовым Н. И.